# Musa di Partia
Musa, conosciuta anche come Thea Musa, (... – I secolo), fu regina dei Parti dal 2 a.C. al 4 d.C.
Nata come schiava in Italia, fu concessa in dono al monarca dei Parti Fraate IV (regnante dal 37 al 2 a.C.) dall'imperatore romano Augusto (r. 27 a.C.-14 d.C.). Grazie alle sue capacità, riuscì a diventare presto una delle preferite di Fraate IV e, successivamente, una regina, dando alla luce Fraate V. Nel 2 a.C. fece avvelenare Fraate IV e divenne, assieme a Fraate V, co-governante dell'impero. Il loro regno si dimostrò di breve durata, poiché furono costretti a fuggire a Roma dopo essere stati deposti dai nobili partici, i quali elevarono Orode III al ruolo di re.
Musa fu la prima in ordine cronologico delle tre sole donne nella storia dell'Iran ad avere esercitato il potere in prima persona; le altre sono le due sorelle sasanidi del VII secolo Boran (r. 630-630; 631-632) e Azarmidokht (r. 630-631).

## Biografia

### Ascesa al potere
Musa era una schiava nata in Italia che fu data in dono al re dei parti Fraate IV (regnante dal 37 al 2 a.C.) dall'imperatore romano Augusto (27 a.C.-14 d.C.). Fraate IV la ricevette alla sua corte all'incirca nel periodo in cui fu stipulato un trattato con Roma, ovvero il 20 a.C. Ai sensi di quest'ultimo, suo figlio fu liberato dalla prigionia in cambio di diversi stendardi legionari rubati durante la battaglia di Carre del 53 a.C. e di vari prigionieri di guerra. I Parti considerarono tali condizioni un prezzo da pagare dalla portata irrisoria per poter tornare ad accogliere il principe. Emma Strugnell ha ipotizzato che Augusto potrebbe aver inviato Musa nel tentativo di ottenere informazioni o influenzare il re dei Parti a vantaggio dei romani. Secondo le pergamene di Avroman, Fraate IV aveva già almeno altre quattro regine a quel tempo: Olennieire, Cleopatra, Baseirta e Bistheibanaps. Musa riuscì ad assicurarsi le simpatie del suo signore, divenendo presto regina e una delle preferite di Fraate IV, oltre a dare alla luce Fraate V intorno al 19 a.C. Cercando di assicurare il trono per suo figlio, nel 9/10 a.C. convinse Fraate IV a mandare i suoi quattro figli primogeniti a Roma per evitare conflitti relativi alla successione.

### Regno

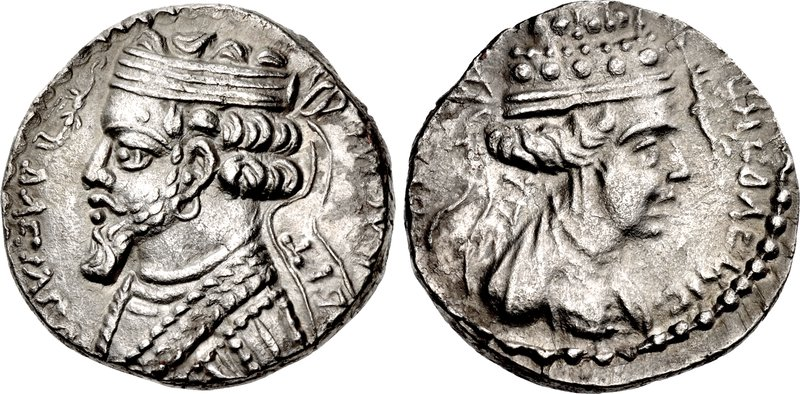
Moneta di Fraate V che mostra sua madre, Musa, sul retro. Il pezzo fu coniato a Seleucia

Nel 2 a.C., Musa fece avvelenare Fraate IV e, assieme a Fraate V, assunse il ruolo di co-reggente dell'impero partico. La parte posteriore delle monete realizzate durante il mandato di Fraate V fornisce un ritratto di sua madre, Musa, con un'iscrizione circolare che recita "celeste", contrariamente alle classiche formule quadrate; ciò avvalora l'ipotesi che, se non si vuole credere che uno dei due godesse di maggiore potere, la coppia agì quantomeno come se fosse un duumvirato. Inoltre, le fu assegnato da Fraate V il titolo di basilissa ("regina"), che non era necessariamente impiegato soltanto dalla moglie del re in epoca ellenistica, ma anche da altre donne reali.
Lo storico romano del I secolo Flavio Giuseppe riporta le malevoci secondo cui Musa avrebbe sposato suo figlio. Tuttavia, non ci sono altre prove che supportano o contraddicono la notizia riferita da Flavio Giuseppe; né sotto i Parti, né sotto i loro predecessori iranici, gli Achemenidi, si conoscono testimonianze incontrovertibili secondo le quali il matrimonio veniva praticato tra genitori e figli. La storica moderna Joan M. Bigwood definisce il resoconto di Flavio Giuseppe «seriamente fuorviante» e ne sottolinea le sue sorprendenti somiglianze con la storia della regina assira Semiramide, deducendo che il racconto relativo a Musa si limitava a trascrivere molto probabilmente una tradizione popolare. Anche Leonardo Gregoratti mette in dubbio la storicità del testo di Flavio Giuseppe, definendolo «pseudo-storico». Lo studioso ritiene che quest'ultimo aveva creato un «ruolo immaginario per le donne dei Parti per dimostrare la debolezza istituzionale degli Arsacidi».
Dopo una breve parentesi al potere, la nobiltà dei Parti, irritata dal recente riconoscimento da parte di Fraate V della sovranità romana in Armenia e dalle origini schiavili e straniere di sua madre, li depose entrambi dal trono e insediò come re un certo Orode III. Fraate V e Musa cercarono rifugio nell'Urbe, dove Augusto li accolse e conversò con loro.

## Presunti ritratti

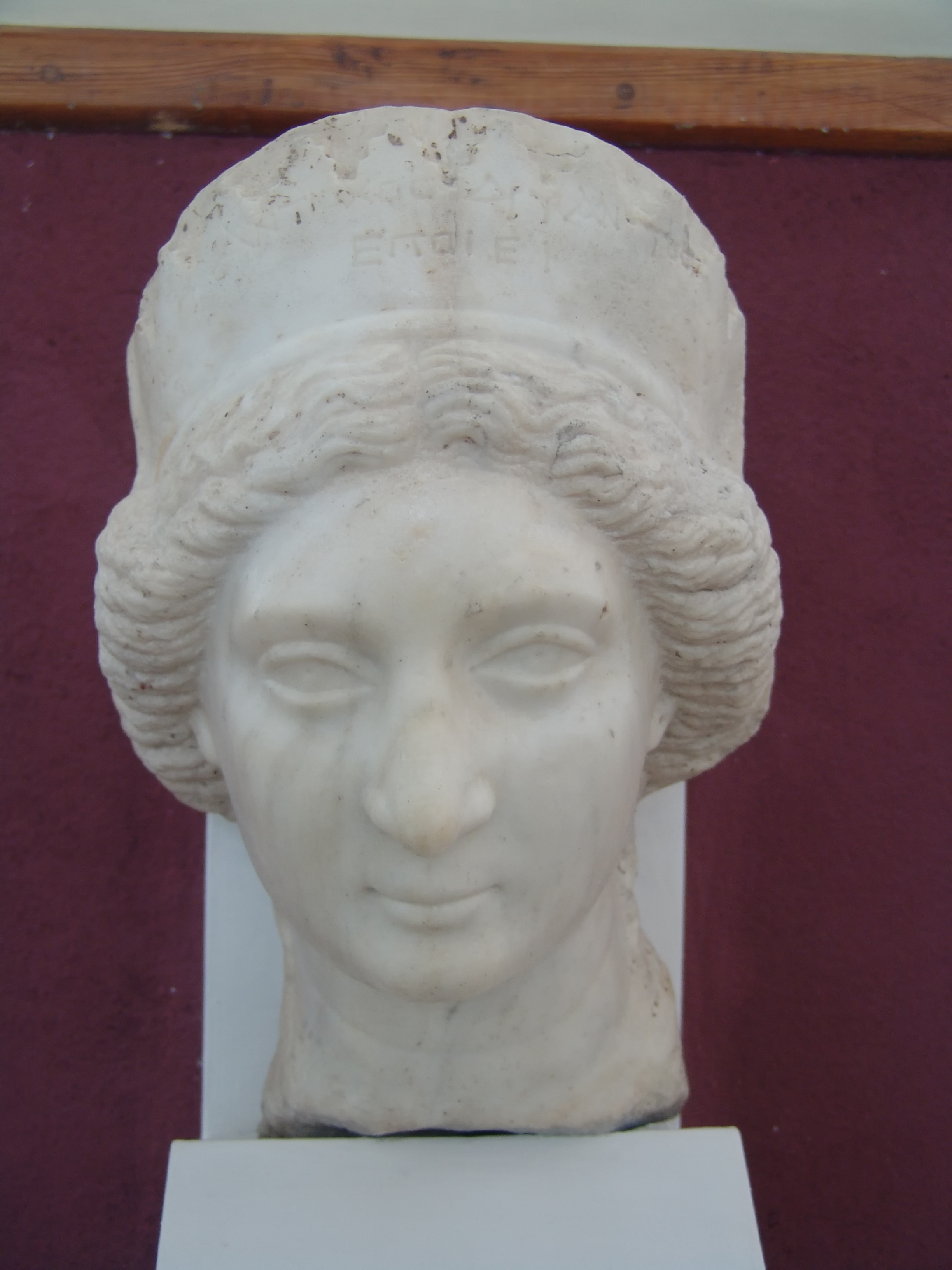
Un busto greco trovato a Susa e inizialmente ricondotto a Musa. Oggi è conservato nel museo nazionale dell'Iran

Vi sono alcune opere artistiche che si crede possano ritrarre Musa, così come esistono degli oggetti che si pensa fossero da lei utilizzati, ovvero un anello d'oro e una gemma. Tuttavia, quest'associazione con la regione partica è stata di recente messa in discussione. Un busto di una figura femminile di Susa, scoperto nel 1939 dall'archeologo Roland de Mecquenem, fu realizzato da un artista greco di nome Antioco ed è stato attribuito per la prima volta a Musa dall'archeologo belga Franz Cumont. Quest'associazione ha trovato diversi altri studiosi favorevoli. Le caratteristiche facciali del busto, tuttavia, hanno poco in comune con le monete che ritraggono la regina. Il busto indossa una corona merlata, simile a quelle indossate nell'era achemenide, mentre le monete di Musa la ritraggono con indosso un diadema insieme a una corona ingioiellata a tre strati. La corona merlata, sebbene spesso indossata dai membri della famiglia reale, era indossata anche dalle divinità. La dea greca Tiche è talvolta raffigurata con una corona simile sulle monete dei Parti. Di conseguenza, alcuni studiosi hanno suggerito che il busto risulti un ritratto di Tiche.